# Al Schwimmer
Al Schwimmer (właśc. Adolph William Schwimmer, hebr. אדולף ויליאם שְוִוימֶר, ur. 10 czerwca 1917 w Nowym Jorku, zm. 10 czerwca 2011 w Tel Awiwie) – amerykański inżynier lotnictwa i pilot wojskowy żydowskiego pochodzenia. Od 1948 roku zaangażowany w pomoc Haganie, a także zdobywanie i przemyt uzbrojenia dla Sił Powietrznych Izraela. Założyciel Israeli Aircraft Industries (początkowo jako Bedek Aviation Company). Laureat Nagrody Izraela z 2006 roku za całokształt życia i zasługi dla społeczeństwa.

## Życiorys

### Młodość
Urodził się 10 czerwca 1917 roku w Nowym Jorku w rodzinie imigrantów z Węgier Johna i Cipory Schwimmerów  . Była to rodzina określana mianem masorti, czyli nie do końca świecka, ale też nieortodoksyjna religijnie. Rodzice Ala nie byli także zagorzałymi syjonistami . Przed rozpoczęciem nauki przeniósł się z rodziną do Bridgeport w Connecticut. Wraz z rozpoczęciem się wielkiego kryzysu podjął pracę, aby pomóc ojcu utrzymywać rodzinę. Zajmował się sprzedażą gazet na pobliskim lotnisku . Zajęcie to sprawiło, że zainteresował się lotnictwem. Ze względu na ciężką sytuację rodzinną nie podjął studiów z inżynierii lotniczej. Zapisał się na kilka eksternistycznych kursów, które dały mu stopień inżyniera i uprawnienia mechanika . W 1933 roku, kiedy do władzy w Niemczech doszedł Adolf Hitler, Schwimmer skrócił swoje imię z Adolph do Al .

### II wojna światowa
W 1939 roku przeniósł się do Nashville, gdzie podjął pracę w fabryce samolotów. Montował tam tłoki w silnikach . W tym samym roku zdobył licencję pilota cywilnego . Rok później wyjechał do Burbank i znalazł zatrudnienie w fabryce Lockheed. Następnie pracował dla Trans World Airlines. Po dołączeniu Stanów Zjednoczonych do II wojny światowej, TWA zostało zmilitaryzowane, a pracownicy otrzymali przydział do US Air Force w ramach Dowództwa Transportu Lotniczego. W ramach swojej służby zajmował się transportem żołnierzy i sprzętu wojskowego . Odbywał także loty do Pakistanu, Indii, Chin . W trakcie wojny był w obozie KL Bergen-Belsen oraz widział dokumentację z oswobodzenia obozu KL Auschwitz-Birkenau, co uświadomiło mu sytuację Żydów podczas wojny. Służbę w wojsku zakończył w stopniu porucznika .

### Działalność po zakończeniu wojny
W 1947 roku wrócił do pracy w TWA. Pracował między innymi w Palestynie i Casablance oraz wykonywał loty między miastami Nowy Jork–Paryż–Madryt  . W tym czasie poznał Szlomo Szamira i Jehudę Araziego, członków Hagany, którzy zajmowali się rekrutowaniem pilotów żydowskiego pochodzenia i szukali źródeł zaopatrzenia dla przyszłych żydowskich sił powietrznych  . W związku z przeżyciami, jakie wywołały w nim doniesienia o Zagładzie postanowił zaoferować swoją pomoc Szamirowi i Azariemu. Jego oferta nie została zaakceptowana od razu. Jednak w 1948 roku postanowiono skorzystać z jego usług i poproszono go o pomoc w tworzeniu żydowskich sił powietrznych . Schwimmer postanowił przystać na propozycję, pomimo że była ona sprzeczna z amerykańskim prawem, które zabraniało amerykańskim obywatelom sprzedaży uzbrojenia do państw toczących wojnę bez zgody rządu. Zebrał grupę pilotów pochodzenia żydowskiego i pod pretekstem budowy handlowej floty powietrznej Panamy rozpoczął skup samolotów z demobilu. Korzystał przy tym z przywileju przysługującego weteranom, który pozwalał na zakup sprzętu wojskowego po niższych cenach. Zakupione maszyny były transportowane do hangaru w okolicach Los Angeles, gdzie je naprawiano, a następnie rozbierano na części i pakowano do transportu do Włoch. Tam, na opuszczonym lotnisku, Hagana gromadziła je przed wylotem do Palestyny. Szacuje się, że w 1948 roku jego grupie udało się przeszmuglować do Izraela około 30 maszyn. W tym samym roku przystąpił do programu Machal jako mechanik lotniczy i instruktor  .
W 1949 roku powrócił do Stanów Zjednoczonych, a rok później został aresztowany i oskarżony o łamanie swoją działalnością przepisów U.S. Neutrality Act. Został pozbawiony praw publicznych, przywilejów weterana oraz nałożono na niego karę grzywny w wysokości 10 000 dolarów. Nie otrzymał jednak kary pozbawienia wolności . Grzywna została zapłacona z pieniędzy Agencji Żydowskiej .
Po zakończeniu procesu kontakt ze Schwimmerem nawiązał Szimon Peres. Namówił go do dalszego werbowania lotników i szmuglu uzbrojenia. W tym celu Schwimmer założył firmę przykrywkę International Airways. Jej biuro mieściło się w fabryce Lockheed w Burbank. Pierwszą wspólną operacją Peresa i Schwimmera było sprowadzenie do Izraela 26 samolotów P-51 Mustang. Rząd Stanów Zjednoczonych nie zgodził się ich sprzedać Izraelowi i sprzedał je na złom. Zostały one pozyskane przez Schwimmera, jego grupa w Burbank sprawdziła ich sprawność, rozłożyła na części i wysłała do Izraela jako sprzęt chłodniczy. Przed 1951 rokiem Schwimmer podjął się wysłania do Izraela samolotów de Havilland Mosquito. Do Izraela trafiały one na dwa sposoby: rozebrane na części lub leciały na miejsce z kilkoma przystankami. Podczas jednego z lotów nad Nową Funlandią zaginął jeden z samolotów. W akcję poszukiwawczą zaangażowali się Schwimmer i Peres, ale nie odnaleźli ciała pilota. W 1951 roku premier Dawid Ben Gurion osobiście poprosił Schwimmera o powrót do Izraela i pomoc w przemyśle lotniczym.

### Po emigracji do Izraela
W 1953 roku założył w Lod państwowe przedsiębiorstwo Bedek Aviation Company. Mimo obietnic Ben Guriona, że przedsiębiorstwo będzie działać jak amerykańskie korporacje i nie będzie uwikłane w politykę państwa, rzeczywistość okazała się inna. Schwimmer spotykał się z opozycją części środowisk rządowych, które nie akceptowały pomysłu produkcji przez Izrael własnych samolotów . Początkowo Bedek zajmowało się renowacją samolotów Spitfire i Mosquito dla Sił Powietrznych Izraela . Z czasem zajęło się produkcją części, a od 1959 roku również uzbrojenia.

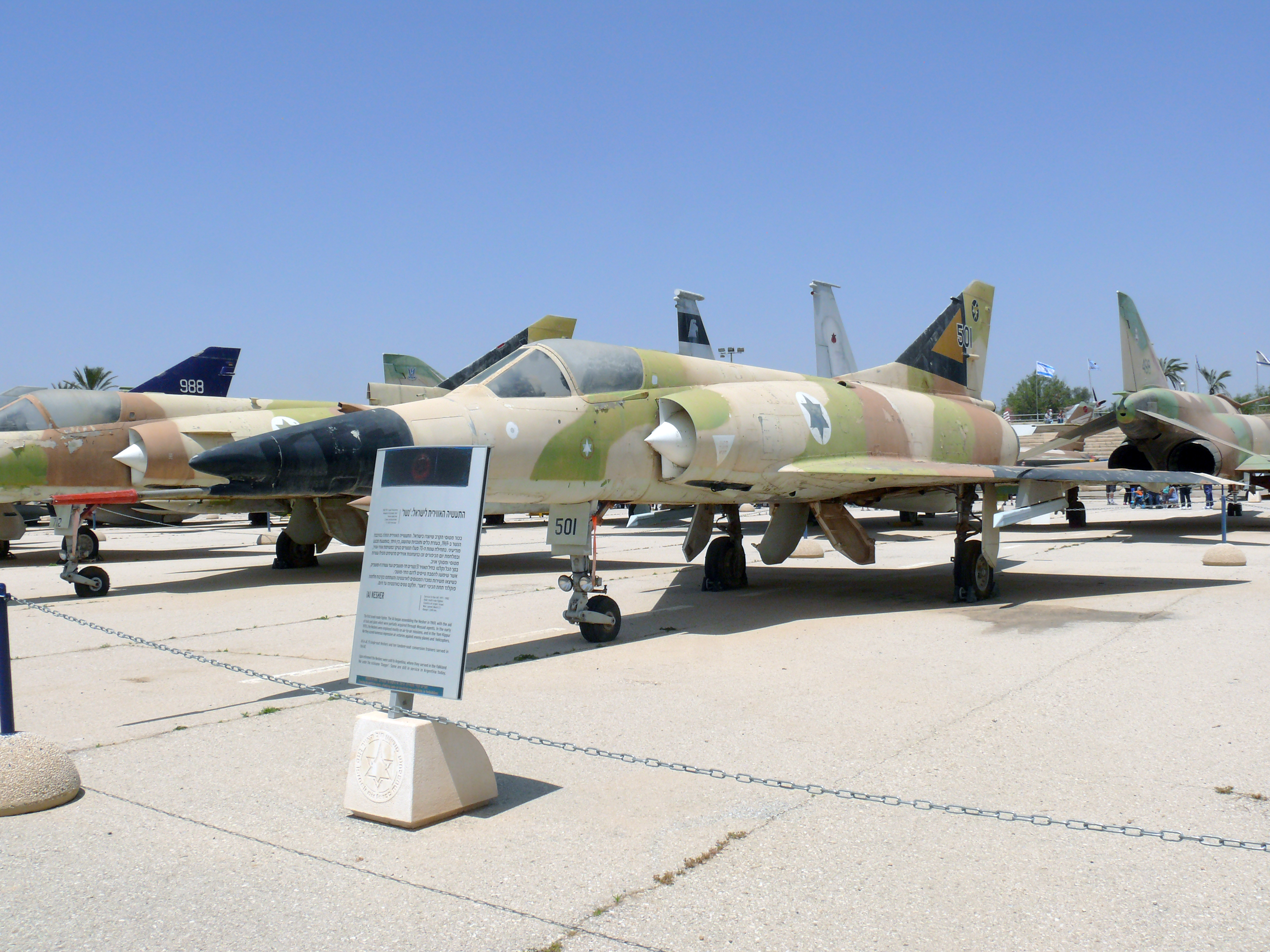
Izraelski samolot Neszer

Schwimmerowi przypisuje się namówienie do współpracy szwajcarskiego inżyniera Alfreda Frauenknechta. Miał on pozyskać we Francji plany samolotu Dassault Mirage III i przekazać je Izraelowi. Na ich podstawie IAI zbudowała takie konstrukcje jak Neszer i Kfir . Schwimmer zaangażowany był także w rozwój projektu samolotu Lawi i pocisku Gabriel .
W 1978 roku, po 25 latach sprawowania funkcji prezesa Bedek a później IAI, przeszedł na emeryturę, prawdopodobnie ze względu na konflikt interesów, w jaki popadł z Mosze Dajanem i Ezerem Weizmanem . Na emeryturze zainwestował w badania nad lekiem, który, jak wierzył, będzie w stanie pokonać raka . Był doradcą premiera ds. technologii i przemysłu. Zajmował się także rozwijaniem relacji Izraela z Iranem szacha Rezy Pahlawiego i RPA w okresie apartheidu. W przypadku Iranu Izraelczycy chcieli zaangażować się w rozwój jego przemysłu lotniczego, ale plany te porzucono po rewolucji . Po rewolucji w Iranie Schwimmer wraz z oficerem Mosadu Ja’akowem Nimrodim próbowali przekonać Cyrusa Rezę Pahlawiego do obalenia Ajatollaha Chomeiniego. Chcieli stworzyć program szkoleń dla wygnanych irańskich wojskowych. W tym celu powołali spółkę, która za saudyjskie pieniądze kupowałaby broń z Izraela dla sił wrogich Chomeiniemu. Pomysł zyskał nawet akceptację ówczesnego ministra obrony Ariela Szarona. Planowi sprzeciwił się jednak premier Menachem Begin i szef Mosadu Icchak Chofi .
Od 1984 roku zaangażowany był w przygotowania do sprzedaży broni Iranowi, która znana później była pod nazwą „Irangate”. Schwimmer zajmował się organizowaniem transportu lotniczego dla przeciwpancernych pocisków BGM-71 TOW i pocisków ziemia-powietrze MIM-23 Hawk .
W 2001 roku został ułaskawiony przez Billa Clintona. Co ciekawe, nastąpiło to nie na wniosek samego Schwimmera, ale rodziny jego znajomego Hanka Greenspuna .
W 2006 roku otrzymał Nagrodę Izraela za całokształt życia i zasługi dla społeczeństwa izraelskiego.
Zmarł w Tel Awiwie 10 czerwca 2011 roku .

## Nagrody i tytuły honorowe
W swoim życiu Schwimmer otrzymał:
- tytuł doktora honoris causa Technionu w Hajfie (1968),
- Nagrodę Herzla za wkład w bezpieczeństwo narodowe (1976),
- Odznaczenie Itur Lochamej ha-Medina za walkę o niepodległość kraju (1981),
- tytuł honorowego obywatela Nowego Jorku (1998),
- nagrodę za wkład w rozwój Sił Powietrznych Izraela (2002)
- Nagrodę Ben Guriona za wkład w bezpieczeństwo narodowe Izraela (2003).